# 카르타고
카르타고(라틴어: Carthago, 페니키아어: Qart-Hadasht)는 현재 튀니지 일대에 위치해 있던 페니키아인 계열의 고대 도시로, 이 이름은 고대 로마인들이 부른 것으로서 페니키아어(語)로는 콰르트하다쉬트(새로운 도시)이며, 그리스인은 칼케돈이라 불렀다.
지중해를 사이에 두고 로마와 패권 다툼을 벌였으며, 기원전 146년 제3차 포에니 전쟁에 패배하여 로마 공화정의 아프리카 속주의 일부가 되었다. 이후 완전히 파괴된 도시를 기원전 46년에 율리우스 카이사르가 재건하여 북아프리카 일대 상공업의 중심지가 되었다.
5세기 경에는 반달족의 침입을 받았다가 698년 다시 아랍인들에게 파괴되어 역사에서 사라졌다.
카르타고의 폐허는 현재 유네스코가 지정한 세계문화유산중 하나이다.

## 역사
카르타고는 기원전 814년경 현재의 튀니지 영토에 세워진 도시국가이다. 처음에는 페니키아 도시 국가 티레의 종속 도시였다.
카르타고는 디도(Dido)라는 여왕에 의해서 세워졌다고 한다. 그녀는 부왕(맛탄 1세, 기원전 840-832년)이 죽자 남매인 퓌그말리온과 공동으로 티레의 왕위를 물려받으나, 퓌그말리온이 그녀의 남편까지 죽여 그의 위협을 피해왕국을 떠나 카르타고를 세우게 되었다고 한다. 이탈리아의 사르데냐 섬에서 발견된 기원전 9-8세기의 페니키아어 기록이 새겨진 유물인 노라 스톤(Nora Stone)에서 그녀의 남매 퓌그말리온(페니키아어로는 '푸메이야톤/푸메이야탄 Pumayyaton/Pūmayyātān') 왕이 언급된다는 것과 그녀의 조부/할아버지인 티레의 왕 바알-에셀 2세(Baal-Eser II, 기원전 846-841년)가 신아시리아 제국의 왕 샬만에세르 3세(Shalmaneser III, 기원전 858-824년)의 기록에서 그에게 조공을 바친 것으로 기록되었다는 것은 디도 역시도 역사적 인물이었음을 보여준다.
기원전 650년경 페니키아로부터 독립해 과거 페니키아 식민지, 동쪽의 벵가지부터 서쪽의 지브롤터와 포르투갈에 이르는 지역(사르데냐, 코르시카, 시칠리아 일부, 발레아레스 제도 등)를 아우르는 제국을 건설하여 기원전 3세기 말엽까지 패권을 유지했다.
카르타고는 지중해에 면해 있는 동시에 육지에 비옥한 경작지를 소유한 탓에 농업에 종사한 가문들과 상업에 종사한 가문들 사이에서 갈등이 끊이질 않았으나, 일반적으로 상업 중심파가 정권을 장악했다.
기원전 6세기에 이르러 지중해·북아프리카·이베리아 반도 등 지중해 서부 대부분 지역에 영향력을 끼치는 상업적, 정치적 중심지로 성장했고, 기원전 6세기 초반에는 항해자 한노가 아프리카 해안가까지 항해하여 현재의 시에라리온에까지 도달했다고 알려져 있다.

### 번영기

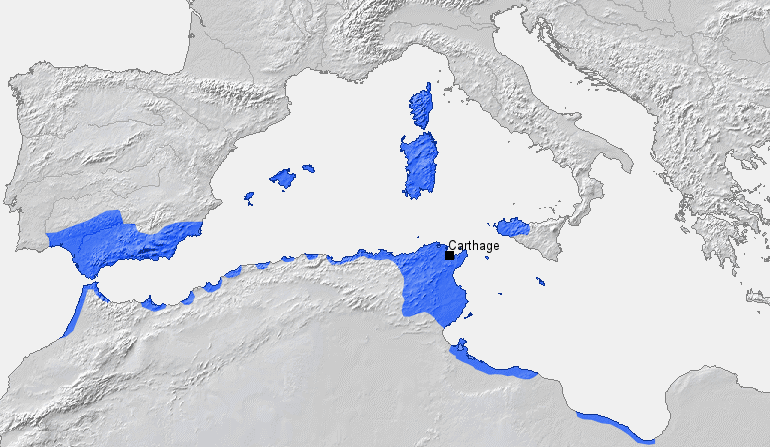
기원전 3세기 카르타고의 영토.

기원전 5세기 초반 카르타고는 서지중해 일대의 교역 중심지로 변모한다. 카르타고는 하드루메툼, 우티카, 케르코우아네 등 옛 페니키아 식민지 영토와 리비아 해안 지대를 정복, 현재의 모로코부터 이집트의 해안지대에까지 영토를 확장했으며, 지중해 내의 사르데냐, 몰타, 발레아레스 제도, 시칠리아 서편에까지 지배권을 확립했다.
서부 지중해의 해상권을 장악한 카르타고는 계속해서 유럽 대륙을 향해 판도를 넓혀 갔으며, 시칠리아 패권을 둘러싸고 약 3세기에 걸쳐 그리스인과 충돌을 계속했다.
기원전 6세기에는 에트루리아인과 동맹을 맺어 그리스인과 전쟁을 벌였고, 기원전 540년경에는 코르시카섬에서 퍼카이아인과 싸웠다. 기원전 480년 시칠리아 히메라 전투에서 시라쿠사의 겔론에게 패했다.
국력의 재건을 도모한 카르타고는 기원전 5세기 후반에서 기원전 4세기 중엽에 걸쳐 시라쿠사의 참주(僭主) 디오니시오스와 싸움을 벌였다. 기원전 4세기 중엽, 시라쿠사의 티모레온과의 싸움에서는 패배했고, 기원전 310년 아가토클레스에게 아프리카 본토를 침공당해 카르타고가 포위되었다. 그러나 이를 격퇴하고 아가토클레스 사후에 마침내 시칠리아 패권을 재차 확립했다. 그러나 에페이로스 왕 피로스의 개입으로 결국 시칠리아에 대한 완전 지배권을 잃게 되었다. 시칠리아에 대한 주도권 다툼으로 로마와 포에니 전쟁에서 싸우게 된다.

### 포에니 전쟁

알프스를 넘기 전에 전투 코끼리를 싣고 론강을 건너는 카르타고 군대

제1차 포에니 전쟁은 (기원전 264년 ~ 241년) 지중해의 상권을 둘러싸고 점차 팽창하는 로마 공화국과 전통적인 해운국이었던 카르타고 사이의 이권 분쟁에서 비롯되었다. 로마는 카르타고의 영향력 아래에 있는 시칠리아를 통해 해상으로 진출하려했고, 결국 시칠리아를 둘러싸고 카르타고와 맞붙었다. 23년 간의 전쟁 끝에 로마는 한니발의 아버지이기도 한 하밀카르 바르카가 이끄는 카르타고 해군을 격멸시키고 승리를 거두었다.
제2차 포에니 전쟁은 한니발 전쟁으로도 불린다. 유명한 카르타고의 장군 한니발이 알프스를 넘어 이탈리아로 진군해온 것으로 유명하다.
기원전 218년 한니발이 히스파니아의 사군툼을 공격함으로 전쟁은 시작되었다. 한니발은 많은 군사를 이끌고 갈리아 남부를 돌아 알프스를 넘었고 이 과정에서 많은 병력과 전투 코끼리를 잃기도 했지만 북부 이탈리아로 침입해서 기원전 216년의 칸나이 전투를 비롯한 여러차례의 전투에서 로마군을 패배시켰다.
그러나 로마군은 파비우스 막시무스의 지연전술로 만회할 시간을 벌었고 한니발은 결국 이탈리아 전역을 손에 넣지 못했다. 이탈리아 외에 히스파니아, 시칠리아, 그리스에서도 로마군과 카르타고 군이 격돌했으나 끝내는 로마군이 모두 승리했다. 전장은 아프리카로 넘어갔고 기원전 202년 북아프리카의 카르타고 근처에서 벌어진 자마 전투에서 스키피오 아프리카누스에게 카르타고가 결정적으로 패함으로써 16년동안의 이 전쟁은 종결되었다.
이 전쟁으로 카르타고는 심각한 타격을 입었고 막대한 배상금을 로마에 물어주고 지중해 서부의 재해권과 이권을 로마에 빼앗기고 말았다.
제3차 포에니 전쟁은 기원전 149년에서 146년에 일어났다. 제2차 포에니 전쟁 후 로마와 사실상 군신관계에 있던 카르타고는 로마의 허락없이 동맹국 누미디아를 침범하여 성난 로마 원로원을 정적 스키피오 아프리카누스를 제거한 강경파 대 카토가 "카르타고를 반드시 섬멸해야 합니다."라고 선동함으로써 전쟁이 발발했다.  로마와 카르타고의 세번째 전쟁에서 카르타고가 멸망해, 로마의 속주 중에 하나인 '속주 아프리카'로 전락하게 되었다.

### 멸망

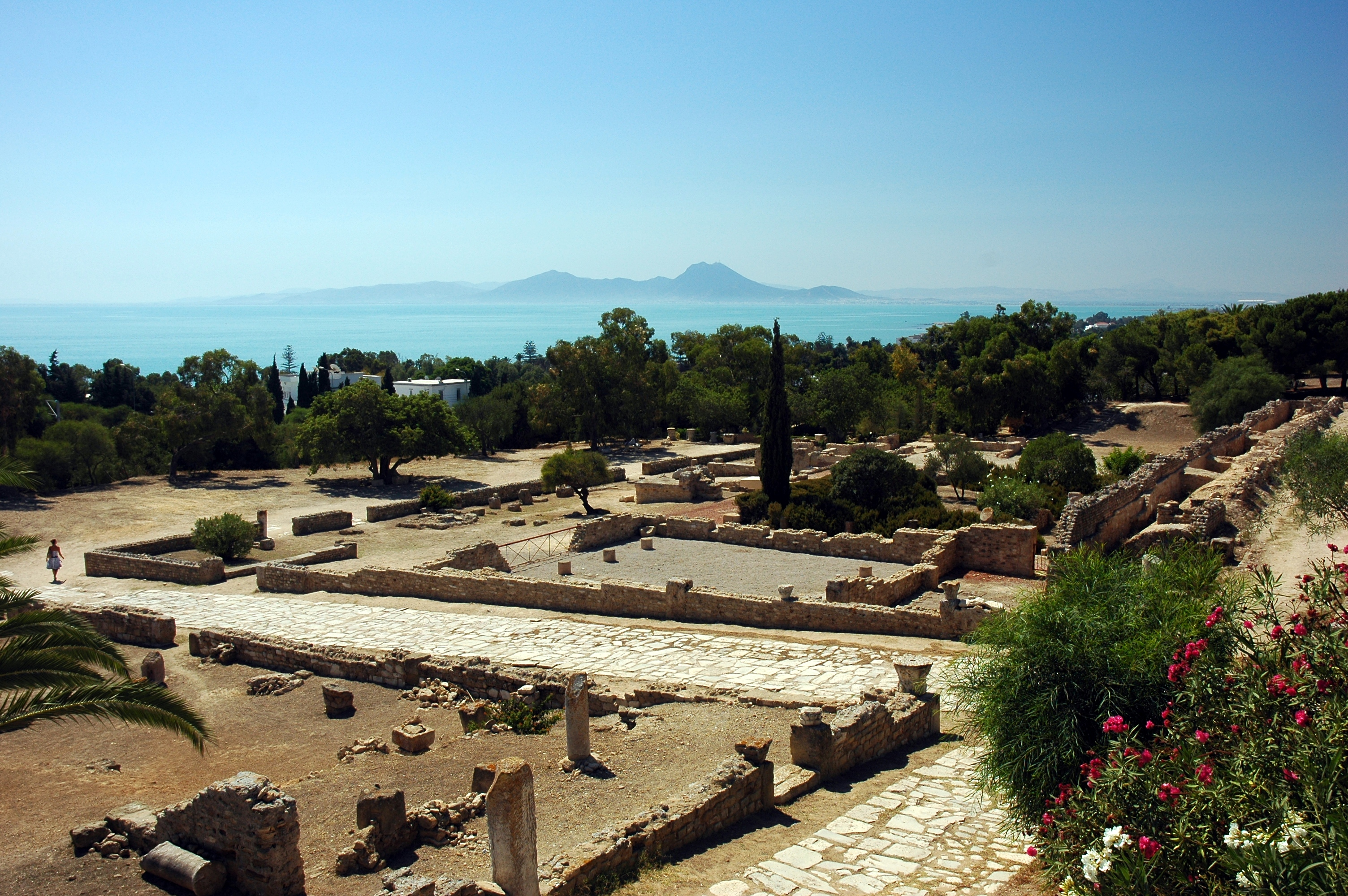
카르타고의 폐허 유적

기원전 149년 로마는 카르타고의 조약 위반에 따른 대가로 수도 카르타고를 버리고 이주하라는 조건으로 카르타고를 압박해 왔다. 카르타고 원로원은 현실을 생각해 이 요구를 받아들이려고 했다. 그러나 카르타고를 버리고 이주하라는 요구는 결국 카르타고 사람들의 생업인 상업을 포기하라는 말이기에 시민들의 분노를 일으켰다. 카르타고 시민들은 항쟁을 벌여 로마의 요구를 묵살하고, 로마와 3차 포에니 전쟁에 돌입했다.
로마는 카르타고와 공성전을 벌였다. 카르타고 시민들도 여성들이 머리카락을 잘라 활 시위로 쓰도록 할 정도로 로마에 거세게 저항했다.
제2차 포에니 전쟁을 끝내기도 한 스키피오 아프리카누스의 외손자 스키피오 아이밀리아누스 아프리카누스가 이끄는 로마군은 3년에 걸친 공격으로 결국 카르타고 도시를 함락하고, 주민을 완전히 축출했으며, 도시를 불태우고 소금을 뿌려 황무지로 만들었다. 하지만 로마는 살아남은 카르타고 시민들을 아프리카에서 살수 있도록 했다.

### 재건
기원전 46년, 로마의 율리우스 카이사르는 카르타고를 식민 도시로 재건했다. 이후, 카르타고는 아프리카 속주의 수도로 확고한 지위를 차지해, 북아프리카 일대 상공업의 중심지로 성장했다.
카르타고는 로마, 알렉산드리아와 더불어 기독교의 3대 본부 중 하나였고, 로마 제국 초기에 숱한 순교자를 낳았다. 258년 카르타고의 저명한 주교이며 뛰어난 학자인 키프리아누스가 처형당했고, 카르타고 기독교인들은 비타협적 순수주의로 기울어 순교를 각오하는 분위기가 넘쳐났다.
303년 로마 제국은 기독교 신자들에게 성경을 당국에 제출하거나 아니면 죽음을 각오하라는 칙령을 내렸다. 아프리카는 그 명령에 저항하는 세력의 최전선이 되었고, 카르타고는 그 중심에 섰다. 교회를 분쇄하기로 단단히 각오한 아프리카 속주 총독부는 제국 본부의 칙령에 더하여 모든 시민에게 신들에게 희생 제물을 바치라고 명령했다. 반발하는 기독교인들은 검거되어 족쇄를 찬 채 끌려갔고, 그들 중 상당수가 처형됐다.

### 소멸
5세기경 반달족의 침입을 받았다. 수십 년 동안 야만족 정복자들에게 빼앗겼던 이 도시를 회복한 것은 동로마 제국이었다.
695년 카르타고의 성벽 바깥에 이슬람인들이 나타났다. 그들이 카르타고를 기독교 통치에서 빼앗는 데에는 두 번의 공성전이면 충분했다. 698년 정복자들은 도시를 두 번째로 함락시킨 후, 주민들을 학살하거나 포로로 잡고, 건물을 전부 해체해 버렸다. 건물에 쓰인 돌들은 마차에 실어서 만(灣)을 따라 수송해 갔다. 그 언덕 위에는 튀니스라는 작은 마을이 있었다. 오랫동안 카르카고의 그늘에 눌려왔던 이 마을은 옛 도시에서 가져온 돌들로 마사지드(모스크)를 건축하고 번영하기 시작했다. 키프리아누스, 도나투스, 아우구스티니스의 고향은 결국 역사에서 영원히 사라졌다.

## 경제

### 상업국가
카르타고는 무역으로 번성하였다. 기원전 3세기 전반까지 서(西)지중해에서 최대의 세력을 떨쳤으며, 무역으로 번영하였는데 특히 상업귀족의 세력이 매우 강대하였다.

#### 교역 상품
카르타고는 지중해 연안의 풍부한 광물 자원을 장악했다. 사르데냐는 광물 자원이 물량으로는 적었으나, 납, 아연, 구리, 철, 은 등 종류는 매우 다양했다. 히스파니아 광산은 매장량이 보다 풍부했고, 250년간 계속 채굴했지만 여전히 납, 아연, 수은, 구리, 금, 은과 수백만 톤의 철광석을 생산했다. 히스파니아의 가데스를 떠난 카르타고인들은 아마 오래전의 페니키아인들이 한 것처럼, 북쪽 콘월로 항해하여 값진 주석을 배에 싣고 오기도 했다. 이 곳을 거점으로 남쪽으로 아프리카 해안 방향으로 황금 해안, 카메룬, 심지어 가봉까지 갔으며 그곳에서 금, 상아, 노예, 전쟁용 코끼리를 실어왔다. 카르타고에서 생산한 많은 광물은 본국 주물 공장뿐 아니라 동부 지중해의 헬레니즘 세계로 운송되었다. 제1차 포에니 전쟁 전 수세기 동안 동쪽과 서쪽을 잇는 해운업은 사실상 카르타고가 독점했다. 지중해 서부에서 그리스 선박을 발견하면 십중팔구는 격침하였다. 이런 정책 덕분에 카르타고 상인들은 그 지역 내에서 저렴한 비용으로 생산한 상품들을 독점으로 판매할 수 있었다. 카르타고의 제품 중 시장에서 경쟁력을 갖춘 제품은 직물, 특히 소라껍질에서 추출한 자주색으로 염색 가공한 직물이었다. 자주색으로 염색가공한 직물을 사려면 노동자의 1년임금을 주어야 할 정도로 값비싼 사치품이었다고 한다. 카르타고 산 직물은 지중해 세계 전역에서 호평을 받았다.

### 농업
카르타고인은 과학적 영농에 특히 노예들을 이용한 집단 농장(플랜테이션)의 발달에 이바지했다. 로마인들은 이들에게서 대규모 노예 노동력을 이용하여 판매용 단일 곡물이나 단일 산물을 재배하는 기법을 배웠다.

## 정부
국가형태는 1년 임기인 2명의 행정장관, 종신의원으로 구성된 원로원, 백인회(百人會:실제인원은 104명), 시민 총회로서의 민회, 임기 무제한의 특별직, 장군 등을 가진 도시국가로서 실질적인 정치체제는 전형적인 과두제였다. 한편 용병제도를 채용한 점은 그리스·로마의 도시국가와는 근본적으로 달랐다.
알렉산드리아 도서관의 도서관장이었던 에라토스테네스는 당시 그리스인들이 모든 비(非)그리스인을 야만적이라 매도한 것이 잘못되었다며, 카르타고와 로마인들이 모두 헌법을 가졌다고 기술했다. 아리스토텔레스는 카르타고 헌법에 대한 책을 저술한 것으로 알려졌는데, 이 책은 현재 전해지지 않으며 내용의 일부만이 알려져 있다.

## 종교
카르타고인들은 신에게 사람을 제물로 바치는 인신공희(人身供犧)라는 잔혹한 종교악습이 있었다. 신전의 앞마당에는 여신(女神) 타니트와 남신(男神) 바알(바알 암몬)에게 산 희생물로서 바쳐진 것으로 추측하는 어린이들의 유해를 매장하였다. 카르타고의 여신 타니트는 카르타고의 주신(主神)으로 이집트의 여신인 이시스의 모습과 닮은 데가 많았다.

## 문화
카르타고는 수사학(修辭學) ·법률학 등 학문연구의 일대 중심지가 되었으며, 3세기에는 기독교사상의 중심지가 되었다. 그 근거로 카르타고는 교부 키프리안 주교가 목회한 지역이다. 그러나 439년에 반달인(人)에게 점령당하고, 698년에는 아라비아인에게 파괴되어 완전히 쇠퇴하였다. 현재는 고대 카르타고인의 묘지와 카르타고 항구의 유적 및 원형극장과 공중욕탕 등 로마 식민지 시대의 유적이 있을 뿐이다. 세계유산목록에 등록되어 있다.

## 같이 보기
- 카르타고 국왕의 목록